# Іванова Альбертина Петрівна
Альбертина Петрівна Іванова (Аптулліна) (нар. 11 серпня 1954, с. Шойдум) — марійська поетеса.

## Біографія
У 1977 році закінчила філологічний факультет Марійського державного університету. У 1978—1983 роках працювала редактором і кореспондентом на радіо. У 1983—1986 роках працювала в журналі «Ончыко»; в 1986—2003 роках — редактор, а потім директор у видавництві «Мари книгӓ» («Будинок марійської книги»). У 1970-х роках почала писати перші вірші. Книга «Кечан эрдене» («Сонячним ранком») видана у 1976 році. Після цього опубліковані збірники «Каласынем тылат» («Одкровення»; 1982), «Шинчаваш ончен» («Віч-на-віч»; 1988), «Тенге йнӓгем йыла» («Так і живе моя душа»; 1999). Збірки віршів перекладені російською, польською, німецькою, англійською, фінською, естонською, туркменською, чуваською, удмуртською, татарською мовами. Проживала в Йошкар-Олі.